# Левчук, Генрик
Генрик Левчук (пол. Henryk Lewczuk; 4 июля 1923, Хелм — 15 июня 2009, Хелм) — польский национал-консервативный политик, участник антинацистского сопротивления и антикоммунистического партизанского движения. Боец Армии Крайовой, активист подпольной организации Свобода и Независимость. В 1948—1992 — политический эмигрант. В Третьей Речи Посполитой — депутат сейма.

## Партизан
Учился в хелмской гимназии. В 1939 вынужден был прервать учёбу из-за начала Второй мировой войны. Участвовал в боях с немцами, командовал взводом Армии Крайовой (АК). После вступления в Польшу советских войск в 1944 был направлен в хелмское артиллерийское училище.
В 1945 Генрик Левчук примкнул к антикоммунистическому подполью. Наряду с другими молодыми активистами, он не признал приказа о роспуске АК, изданного 19 января 1945. Присоединился также к организации вооружённого подполья Свобода и Независимость. Имел звание поручика (лейтенанта), носил псевдоним Młot — Молот.
Генрик Левчук сформировал активный отряд антикоммунистических партизан, действовавший в районе Хелма. Крупнейшей акцией отряда была атака на Грубешов в ночь на 28 мая 1946 — нападение на управление Министерства общественной безопасности в Грубешове и освобождение политзаключённых из местной тюрьмы (в пехотном полку, преследовавшем партизан при отходе из Грубешова, служил лейтенант Войцех Ярузельский). Важной и весьма нехарактерной отличительной чертой Грубешовской атаки было боевое сотрудничество польских антикоммунистов с бойцами УПА.

## Эмигрант
Ужесточение репрессий вынудило Левчука в 1948 эмигрировать из Польши. По его словам, такое решение он принял, получив от симпатизировавшего офицера госбезопасности сообщение о том, что выслежен и скоро будет убит.
Через Австрию и Западную Германию Левчук перебрался во Францию. Работал на заводе, затем стал директором Центра информатики. Участвовал в деятельности польской антикоммунистической эмиграции. Во французской политической жизни ориентировался на правые круги и персонально на Жака Ширака.

## Политик
В 1992, после смены общественно-политического строя, Генрик Левчук вернулся в Польшу. Активно включился в политический процесс Третьей Речи Посполитой. Стоял на позициях правоконсервативной национал-демократии. В 1995 присоединился к национал-консервативному Движению польской реконструкции Яна Ольшевского (ROP) — наряду с такими известными деятелями, как Северин Яворский и Корнель Моравецкий.
В 1997 Генрик Левчук баллотировался в сенат, однако не был избран. В 1994—2001 являлся депутатом городских советов Хелма и Люблина. На парламентских выборах 2001 был избран в сейм от Лиги польских семей, однако вступил в депутатскую группу ROP. На выборах 2005 баллотировался в сейм от партии Патриотическое движение, но избран не был.
28 ноября 2008 президент Польши Лех Качиньский вручил Генрику Левчуку Командорский крест со звездой Ордена Возрождения Польши.

## Кончина
Генрик Левчук скончался в родном Хелме, немного не дожив до 86 лет. Похоронен на в семейном склепе на приходском кладбище. Траурная церемония проводилась с военными почестями, с речью выступил Ян Ольшевский.